# Abacano
Abacano o Abaceno (in latino Abacaena o Abacaenum, in greco antico: Ἀβάκαινον? o in greco antico: Ἀβάκαινα?) era un'antica città della Sicilia.

## Descrizione
La città, le cui origini sembra risalgano al periodo siculo, poi ellenizzata, intorno all'anno 1000 a.C., sorgeva nel territorio dove Dionigi di Siracusa fondò la città di Tindari (396 a.C.), situata in prossimità dell'attuale cittadina di Tripi, comune italiano della città metropolitana di Messina, ove nel secolo XVI si scorgeva un largo campo di rovine antiche, in parte ancora esistenti.
In seguito alla progressiva colonizzazione greca della Sicilia anche Abacena si adattò alla nuova cultura ellenizzandosi. Partecipò assieme a tante altre città sicule alla sollevazione di Ducezio, ma in seguito alla sconfitta entrò nell' "Arcontato di Sicilia" di Dionisio I che aveva unificato sotto il proprio controllo, in una sorta di monarchia, tutta la Sicilia posta ad est del fiume Salso, inclusi pure molti centri abitati dai Siculi.. Durante questo periodo, ebbe una zecca con proprie emissioni monetali.
Diodoro Siculo scrive che il suo territorio venne in gran parte espropriato da Dionisio I, Tiranno di Siracusa, in seguito alla fondazione di Tyndaris avvenuta verso il 396 a.C., per lo stanziamento di soldati mercenari. In seguito a ciò la città decadde progressivamente, probabilmente a causa dell'espansione di Tindari, anche se era ancora in piedi nel II secolo d.C., dato che Claudio Tolomeo la cita nella sua opera Tetrabiblos (III, 4).
Nel corso dei dissidi tra Sesto Pompeo e Cesare Ottaviano (il futuro imperatore Augusto) – contemporaneamente, forse, alla presa della vicina Tindari nello stesso anno –,  Abaceno venne distrutta da quest'ultimo nel 36 a.C..
Testimonianze archeologiche suggeriscono che nella zona di Abaceno durante il medioevo ci fosse una qualche roccaforte montana di grande importanza strategica a causa dell'instabilità di alcuni periodi.

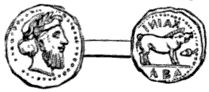
raffigurazione di una tipica moneta di Abacano

## Monetazione
Già documentato dall'archeologo Antonio Salinas nell'Ottocento, esistono monete di Abacano sia in argento che in bronzo. Alcune presentano al rovescio un cinghiale e accompagnato, come simbolo da una ghianda, allusione, secondo Smith, alle foreste che circondavano la città durante la sua esistenza.

## Recenti scoperte
Gli esiti positivi di importanti scavi archeologici a Tripi – ossia il paese messinese collato tra i monti Nebrodi e quelli Peloritani –, hanno portato da poco (2022/2023) alla luce i resti di una stoà porticata di età greco-romana: sono blocchi di pietra a filari isodomi e di un terrazzamento, solitamente antistanti a una piazza, che doveva costituire l'agorà della greca Abakainon (poi, col toponimo di Abacaenum per i romani).

La scoperta attesta così la vera ubicazione del sito strategicamente rilevante, seppur di «brevissima vita» urbana, citato per primo da Diodoro Siculo, rimasto poi degradato per secoli, quindi il «declino», fino ad essere ridotto ad agglomerato di case sparse. Eppure in tempi antichi «fu città fiorente e abitata da aristocratici», com'è già documentato dai ricchi corredi rinvenuti nelle tombe monumentali. Dalla seconda metà del Novecento, ipotesi accreditate ragionarono intorno all'effettiva collocazione della città sicula in territorio tripense e, soprattutto, intorno alla sua possibile estensione e grandezza. Studi recenti fanno risalire invece al '600 la prima individuazione di Tripi con la città greca.
  
Inoltre, il catalogo noto di monete coniate, quelle conservate anche al British Museum di Londra, oltreché al Museo «Santi Furnari» di Tripi, deve ora tenere conto del rinvenimento di nuove monete nei recenti scavi che potrebbero riscriverne la storia, come un pentanummo di Giustiniano I, forato e usato come ciondolo, in prossimità di una sepoltura di un individuo vissuto intorno alla seconda metà del VI e il VII secolo d.C.